# Riu Teton
El Teton és un riu de 64-milla-long (103 km)afluent del Henrys Fork del riu Snake al sud-est d'Idaho, als Estats Units. Desemboca a través de la vall de Teton al llarg del costat oest de la serralada Teton, al llarg de la frontera entre Idaho i Wyoming, a l'extrem oriental de la plana del riu Snake. La seva ubicació al llarg dels contraforts occidentals de les Tetons proporciona al riu més pluja que d'altres rius de la regió.

## Conca hidrogràfica

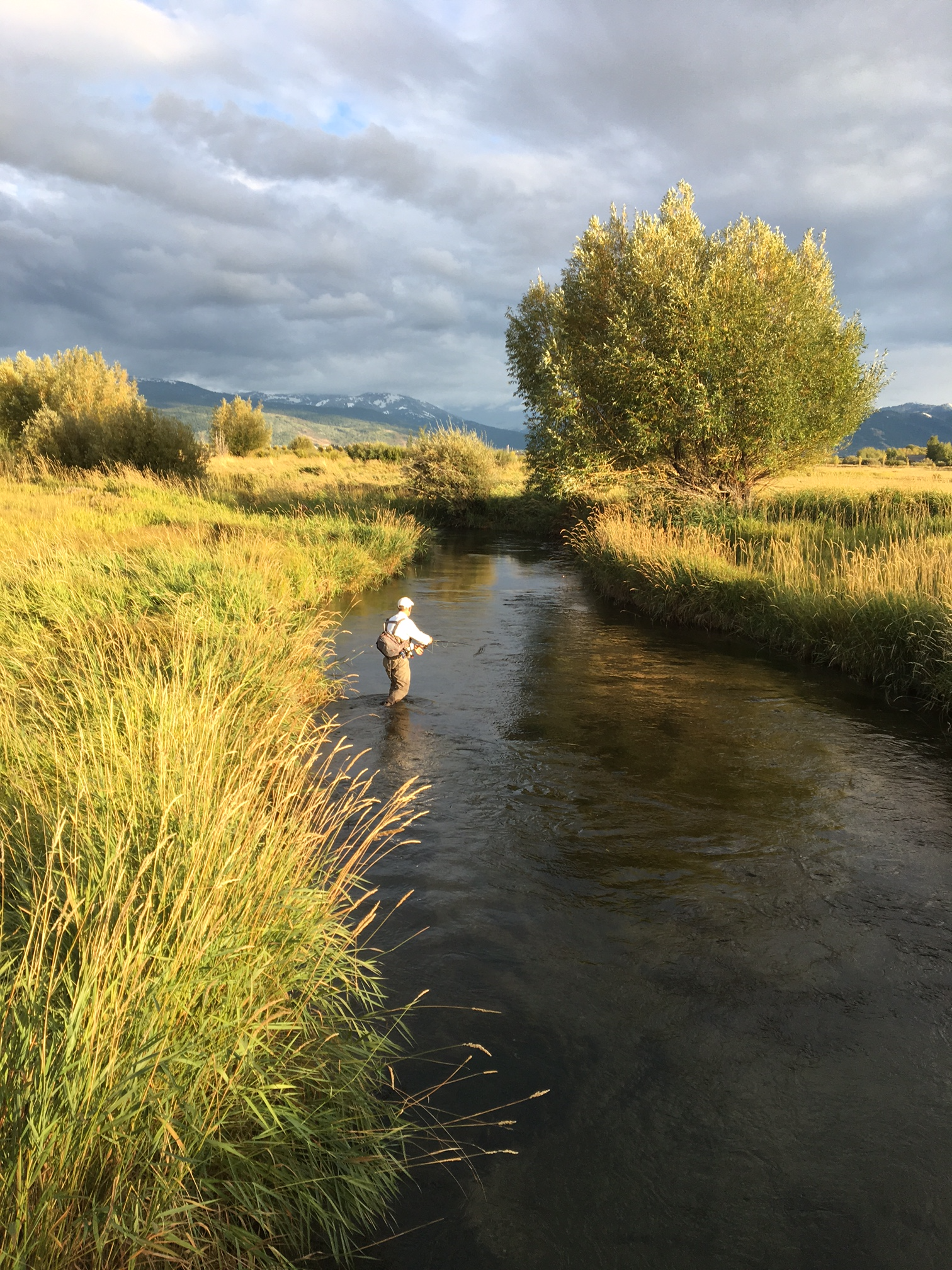
Pescador amb mosca en aigües privades en una secció restaurada de Fox Creek, afluent del riu Teton, a la tardor de 2017

La conca del riu Teton drena 1,133 milles quadrades (2,930 km2) ,  806 milles quadrades (2,090 km2)  a Idaho i 327 milles quadrades (850 km2) a Wyoming. El curs principal del riu es forma prop de Victor (Idaho), al comtat de Teton, a prop de la frontera estatal de Wyoming, per la confluència de Warm Creek (conca de Trail Creek) i Drake Creek.  S'hi uneixen diversos rierols que baixen de les serralades circumdants de Teton, Big Hole i Snake River. La majoria del cabal del riu Teton prové d'afluents que drenen el flanc occidental del Teton, entre aquests els rierols Trail, Fox, Teton i South Leigh. Trail Creek baixa resseguint l'autopista 22 des del bosc nacional de Caribou-Targhee a Idaho, recollint els altres rierols del sud. El riu va cap al nord en un recorregut lent i sinuós a través d'una àmplia vall plana anomenada Teton Basin (abans coneguda com a "Pierre's Hole"), flanquejada per la serralada Teton a l'est i les muntanyes Big Hole a l'oest. Gran part del curs alt del riu a la conca de Teton està envoltat d'extensos aiguamolls.
Després de sortir de l'extrem nord de la conca Teton, el riu entra al gairebé inaccessible Teton Canyon, a unes 25 milles (40 km) de llarg, al llarg del límit entre els comtats de Teton i Fremont . Allà s'uneix amb Badger Creek i Bitch Creek des de l'est, després gira gairebé 90 graus a l'oest i s'uneix amb Canyon Creek des del sud. Després de passar pel lloc de la presa Teton, al nord i a l'est de Newdale, el riu Teton es bifurca en dos distributaris uns sis quilòmetres aigües avall, just al nord de Teton, un anomenat riu South Fork Teton (també anomenat riu South Teton) i l'altre anomenat riu North Fork Teton (també anomenat riu Teton). El riu South Teton va cap al sud-oest fins que s'uneix a Henry's Fork a l'oest de Rexburg, a l'extrem sud-oest d'una gran regió deltaica interior a Henry's Fork, essencialment fusionant-se amb el delta de l'est com un dels seus canals. El riu Teton (North Fork Teton) continua viatjant cap a l'oest, on s'uneix al Henrys Fork a Warm Slough, prop de Rexburg, a unes set milles aigües amunt de la confluència amb el riu Snake.

## Ecologia
La conca hidrogràfica superior entre Victor i Driggs és un objectiu clau per a la restauració per part dels Friends of Teton River , ja que alberga el millor hàbitat per a la fresa de la subespècies d’Oncorhynchus clarkii bouvieri). Un estudi de pesca i caça d'Idaho constatà una disminució del 95% d’O. clarkii bouvieri (YCT), mentre que les poblacions de truita de rierol no autòctona (Salvenlinus fontinalis) i truita arc de Sant Martí (Oncorhynchus mykiss) augmentaren un 300%. El riu Teton es considera un dels tres nuclis que queden de YCT, que actualment només sobreviu en el 27% de la seva antiga àrea de distribució al Gran Ecosistema de Yellowstone. La hibridació amb les truites arc de Sant Martí no autòctones ha estat el principal factor que ha delmat les poblacions de YCT. Altres factors son la competència amb la truita de rierol no autòctona i la degradació de l'hàbitat degut al desviament d'aigua, el pasturatge, la mineria, la tala de fusta i la urbanització.

## Història
El conegut accident entorn al riu ocorregué el 5 de juny de 1976 quan l'embassament Teton, a Teton Canyon, col·lapsà, matant 11 persones a la vall. La força de les aigües alliberades per la ruptura de la presa arrasà la part baixa del riu Teton, arrasant les zones riberenques i reduint les parets del canyó. Això afectà greument l'ecologia del riu i la població autòctona de truites de Clark en perill d'extinció. La força de l'aigua i l'excés de sediments també danyà l'hàbitat del riu Snake i alguns afluents.